# Querida enemiga
 (срп. Драга непријатељица) мексичка је теленовела продукцијске куће Телевиса, снимана 2008.

## Синопсис
Када је дошло време да напусти сиротиште, Лорена се захвалила калуђерицама на свему и запутила се у главни град да студира гастрономију. Истог дана, управница дома открила је да је Сара украла новац из њених одаја. Нажалост, када се суочила са њом умрла је од срчаног удара. Сара је одмах затим одлучила да побегне са својим љубавником, шофером Ћалом. Желећи да обрише све трагове свог присуства у сиротишту, украла је свој и Лоренин досије. Читајући документа, сазнала је да је остављена у смећу, док је Лорену у дом за незбринуту децу донела њена бака, милионерка Ортенсија Армендариз.
Иако је прво желела да потражи пријатељицу и натера је да закуца на врата богате старице тражећи своја права, Сара је сковала много бољи план — одлучила је да се појави пред Ортенсијом и представи се као њена унука. Не знајући то, Лорена добија посао у Ортенсијиној кулинарској фирми као помоћница у кухињи. Истовремено, упознаје лекара Алонса у кога се безнадежно заљубљује. Њих двоје убрзо постају момак и девојка. Сара среће Лорену у фирми и очајна је због њеног присуства. Плаши се да би истина могла изаћи на видело.
Мало-помало, схвата да није задовољна тиме што је заузела Лоренино место у породици, те да жели све што је њено, укључујући и Алонса. У међувремену, Лоренса је потресена због судбине своје пријатељице — не може да верује да ју је Ортенсија не трепнувши оставила на прагу сиротишта. Када открије да је она у ствари унука богаташице, те да је Сара све време сплеткарила против ње, схватиће да никада у ствари није познавала девојку коју је сматрала сестром.

## Улоге
| Глумац             | Улога                   |
| ------------------ | ----------------------- |
| Ана Лајевска       | Лорена Армендариз       |
| Габријел Сото      | др Алонсо Угарте Солано |
| Кармен Басера      | Сара де ла Круз         |
| Хорхе Аравена      | Ернесто Мендиола        |
| Марија Рубио       | Ортенсиа Армендариз     |
| Лус Марија Херес   | Барбара Аменсука        |
| Сокоро Бониља      | Сулема Руиз             |
| Алфонсо Итуралде   | Омар Армендариз         |
| Мигел Анхел Бијађо | Чало                    |
| Марко Мендез       | Бруно Палма             |
| Луз Елена Гонзалес | Дијана Руиз             |
| Зули Кејт          | Каталина Уерта          |
| Аденали Нуњез      | Валерија                |
| Ниурка Маркос      | Алкатраз Кордеро        |
| Хосефина Ећанове   | Сестра Маргарита        |
| Хаиме Лозано       | Ихинио                  |
| Тоњо Инфанте       | Браулио                 |
| Едгар Понсе        | Адријан                 |
| Роберто Мигел      | Роберт                  |
| Макарија           | Беренисе Кордеро        |

## Занимљивости
- Лусеро Суарез је за своју теленовелу окупила већи део глумачке екипе из своје претходне успеше теленовеле Las dos caras de Ana. Тако су се Лусеро придружили Ана Лајевска, Хорхе Аравена, Марија Рубио, Сокоро Бониља, Мигел Анхел Бијађо, Едуардо Ривера и Александра Гања.
- Насловну нумеру Te ha robado (срп. Украо сам ти) отпевао је познати мексички певач Мануел Михарес.
- Иран Кастиљо се спомињала као главна јунакиња теленовеле, али одбила је улогу због тв-серије Еl Pantera. За улогу Алонса на аудицији појавио се Вилијам Леви, али ју је одбио због улоге Хуан Мигела у теленовели Напуштени анђео.
- Поред коначног назива, продукција се двоумила и између Маlas compañias (Лоше друштво) и Amistades peligrosas (Опасна пријатељства).